# Temple Terrace
Temple Terrace és una població dels Estats Units a l'estat de Florida. Segons el cens del 2000 tenia 21.694 habitants.

## Demografia
Segons el cens del 2000, Temple Terrace tenia 20.918 habitants, 8.671 habitatges, i 5.350 famílies. La densitat de població era de 1.177,3 habitants/km².
Dels 8.671 habitatges en un 27,9% hi vivien nens de menys de 18 anys, en un 46,9% hi vivien parelles casades, en un 11,4% dones solteres, i en un 38,3% no eren unitats familiars. En el 28,9% dels habitatges hi vivien persones soles el 8,3% de les quals corresponia a persones de 65 anys o més que vivien soles. El nombre mitjà de persones vivint en cada habitatge era de 2,36 i el nombre mitjà de persones que vivien en cada família era de 2,95.
Per edats la població es repartia de la següent manera: un 22,2% tenia menys de 18 anys, un 12,4% entre 18 i 24, un 29,9% entre 25 i 44, un 23,5% de 45 a 60 i un 11,9% 65 anys o més.
L'edat mediana era de 35 anys. Per cada 100 dones de 18 o més anys hi havia 87,2 homes.
La renda mediana per habitatge era de 44.508 $ i la renda mediana per família de 56.809 $. Els homes tenien una renda mediana de 38.384 $ mentre que les dones 32.107 $. La renda per capita de la població era de 26.515 $. Entorn del 5,4% de les famílies i el 7,2% de la població estaven per davall del llindar de pobresa.

## Poblacions més properes
El següent diagrama mostra les poblacions més properes.